# Sóvári Kálmán (birkózó)
Sóvári Kálmán, Schäffer (Szombathely, 1910. szeptember 12. – Budapest, 1996. december 18.)  olimpiai 5. helyezett birkózó, edző. Fia Sóvári Kálmán válogatott labdarúgó.

## Pályafutása
1930 és 1940 között a Húsos, a BSE, az Elektromos, majd 1940 és 1944 között a MAC, 1945-1951 között az Újpesti TE birkózója volt. Edzői Matura Mihály és Papp László voltak. 1935 és 1948 között megszakításokkal, tagja volt a válogatott keretnek. Részt vett az 1936-os berlini olimpián, majd 1948-ban a londoni olimpián 5. helyezést ért el. szabadfogásban, váltósúlyban.

## Eredményei
szabadfogásban
- Olimpiai játékok
  - 5.: 1948, London (váltósúly)
- Európa-bajnokság
  - 2.: 1946, Stockholm (váltósúly)
  - 3.: 1935, Brüsszel (középsúly)
  - 4.: 1937, München (váltósúly)
- országos bajnokság
  - 1.: 1936, 1937, 1940 (közép), 1947, 1950 (váltó)

CSB 1951 1.
kötöttfogásban
- országos bajnokság
  - 1.: 1935 (közép), 1938 (váltó)

## Díjai, elismerései
- A Magyar Népköztársaság kiváló sportolója (1951)[4]